# Jorge Lacerda
Pour les articles homonymes, voir Lacerda.
Jorge Lacerda (Paranaguá, 1914 - São José dos Pinhais, 1958) est un homme politique brésilien. Il fut gouverneur de l'État de Santa Catarina de 1956 à 1958.
Après des études de médecine à l'université du Paraná, il fait des études de droit à la faculté de  Niterói. Il se lance ensuite dans la politique et devient député fédéral puis gouverneur de Santa Catarina.
Il meurt dans un accident aérien à São José dos Pinhais, le 16 juin 1958, à 43 ans. Dans ce même accident, l'ancien président du Brésil Nereu de Oliveira Ramos et le député fédéral Leoberto Laus Leal, tous deux originaires de Santa Catarina, moururent aussi.